# Iazu (okręg Jałomica)
Iazu – wieś w Rumunii, w okręgu Jałomica, w gminie Scânteia. W 2011 roku liczyła 1078 mieszkańców.